# Sigesbeckia jorullensis
Sigesbeckia jorullensis es una planta de la familia de las asteráceas. Es nativa de las zonas serranas de América, desde México y las Antillas hasta los Andes.

## Taxonomía
Sigesbeckia jorullensis fue descrita en 1818 por el naturalista y botánico alemán Karl Sigismund Kunth, en Nova Genera et Species Plantarum vol. 4, p. 223.

### Nombres comunes
Flor de araña (México), pega-pega y cuanahuatch (Guatemala).

### Etimología
- Sigesbeckia, nombre genérico dado en honor al botánico Johann Georg Siegesbeck
- jorullensis, epíteto derivado del volcán El Jorullo

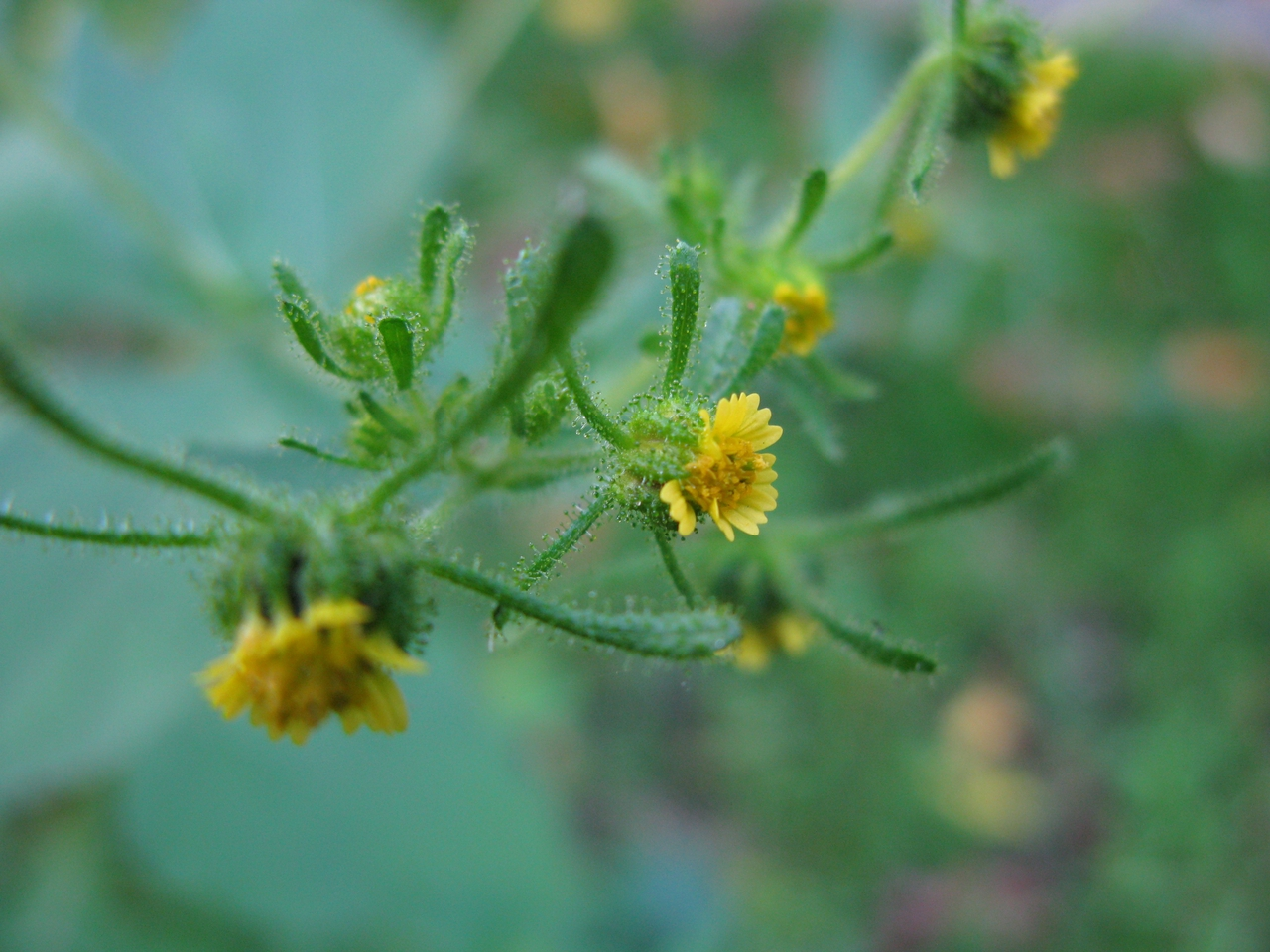
Sigesbeckia serrata es uno de los sinónimos de S. jorullensis.

### Sinonimia
- Polymnia odoratissima Sessé & Moc.
- Sigesbeckia cordifolia Kunth (ilegítimo)
- Sigesbeckia jorullensis auct. non Kunth
- Sigesbeckia mandonii Sch.Bip. (inválido)
- Sigesbeckia serrata DC.[4]